# گاردنر لیندزی
گاردنر لیندزی (انگلیسی: Gardner Lindzey; ۲۷ نوامبر ۱۹۲۰ – ۴ فوریهٔ ۲۰۰۸) دانشمند در زمینه روان‌شناسی اجتماعی اهل ایالات متحده آمریکا بود.